# Pacific (Schiff, 1851)
Die Pacific war ein 1851 in Dienst gestelltes Passagierschiff der US-amerikanischen Reederei Goodall, Nelson & Perkins, das für die Beförderung von Passagieren, Post und Fracht zwischen San Francisco in Kalifornien und Victoria in British Columbia eingesetzt wurde.
Am 4. November 1875 kollidierte der Dampfer südwestlich von Cape Flattery an der Küste des US-Bundesstaats Washington mit dem Segelschiff Orpheus und sank. Es gab zu wenige Rettungsboote und diejenigen, die zu Wasser gelassen wurden, gingen allesamt unter. Nur zwei Männer überlebten das Unglück, 273 Passagiere und Besatzungsmitglieder starben, darunter alle Frauen und Kinder. Der Untergang der Pacific zählt zu den schwersten Schiffsunglücken an der nordamerikanischen Pazifikküste.

## Das Schiff
Der aus Holz gebaute Raddampfer Pacific wurde 1850/51 auf der Werft von William H. Brown in New York gebaut und verfügte über zwei Decks, zwei Schaufelräder und Dampfmaschinen aus den Archimedes Iron Works. Am 19. März machte sich das fertige Schiff auf den Weg nach San Francisco, wo es am 2. Juli eintraf.
Die Pacific hatte eine wechselvolle Geschichte. Ursprüngliche Eigentümer waren Major Albert Lowry und Captain Jarvis, die das Schiff auf der Route Panama–San Francisco einsetzen wollten. Kurz danach dampfte die Pacific für die United States Mail Steamship Company von New Orleans bis zum Río Chagres in Panama. Auf ihrer ersten Fahrt nach Havanna schaffte sie die 360 Meilen in 24 Stunden, was das bis dahin beste Ergebnis eines Ozeandampfers auf dieser Strecke war.
Schließlich wurde das Schiff von Cornelius Vanderbilt gekauft, für den es zwischen Panama und San Francisco verkehrte. Zwischen September 1851 und September 1855 bediente die Pacific die Strecke San Francisco–San Juan del Sur (Nicaragua). Anschließend war sie zwischenzeitlich außer Dienst gestellt, bis sie 1858 von der Merchants Accommodation Line gekauft wurde, für die sie Passagiere auf dem Columbia River beförderte. In dieser Zeit beförderte das Schiff zahlreiche Goldsucher, die im Zuge des Fraser-Canyon-Goldrauschs nach British Columbia reisen wollten. Am 18. Juli 1861 sank die Pacific im Columbia River nahe Coffin Rock. Sie wurde gehoben, in Stand gesetzt und wieder in Betrieb genommen.
Ab 1863 gehörte das Schiff Major Samuel J. Hensley von der Oregon & San Diego Steamship Line und ab 1867 Holladay & Brenham. 1872 wurde die Pacific an die Pacific Mail Steamship Company verkauft, für die sie von San Francisco aus San Diego anlief. 1875 ging die Pacific an ihren letzten Eigner, die kalifornische Reederei Goodall, Nelson & Perkins, die im mittleren 19. Jahrhundert einen Großteil der Schifffahrt von und nach Alaska und Mexiko kontrollierte. Das Schiff wurde mit einem Kostenaufwand von 40.000 US-Dollar renoviert.
In dem damals vorherrschenden angespannten Rivalitätsverhältnis zwischen den Schifffahrtsgesellschaften an der amerikanischen Westküste bot Goodall, Nelson & Perkins die Überfahrten oft zu wesentlich niedrigeren Preisen oder gar umsonst an, um die Konkurrenz auszustechen. Die Kosten für die einfache Fahrt betrugen normalerweise 5 US-Dollar, was einem heutigen Geldwert von etwa 200 US-Dollar entspricht.

## Die letzte Fahrt

### Beginn der Reise
Am Donnerstag, dem 4. November 1875 kurz nach 15 Uhr nahm die Pacific in Victoria Passagiere und Fracht für eine weitere Fahrt nach San Francisco an Bord. Das Kommando hatte der 28-jährige Kapitän Jefferson Davis Howell. Howell war der Schwager von Jefferson Davis, der von 1861 bis 1865 Präsident der Konföderierten Staaten von Amerika war. Es befanden sich offiziell 72 Besatzungsmitglieder und 203 Passagiere (115 Erste Klasse, 88 Dritte Klasse) an Bord. Da Kinder aber kostenlos mitfuhren und nicht auf der Passagierliste erfasst waren, ist es möglich, dass sich tatsächlich noch mehr Menschen auf dem Schiff befanden.
Unter den Passagieren auf dieser Fahrt befanden sich unter anderen:
- Calvin Mandeville: Schauspieler und Promoter mit Ehefrau Bella und Kind sowie seinen Schwestern Alicia Mandeville Thorne und Jennie Mandeville Parsons
- Captain Otis Parsons: Reeder, Eigner der Fraser-River-Flotte und Gründer der Stadt Parsonville in British Columbia, mit Ehefrau Jennie Mandeville Parsons und Kind
- Sewell Prescott Moody: Unternehmer, Industrieller und Gründer der Stadt Moodyville in British Columbia
- John Howe Sullivan: Notar und Goldkommissar von Cassiar Country in der Provinz British Columbia
- Francis J. Garesche: Bankier, Mitbegründer der Bank Garesche and Green und Agent für Wells Fargo
- Henry Clay Victor: Marineingenieur und Ehemann der amerikanischen Schriftstellerin, Historikerin und Dichterin Frances Fuller Victor
- Elizabeth McMillan Moote: Tochter des Zeitungsredakteurs und ehemaligen Bürgermeisters von Victoria, James E. McMillan
- Fanny Palmer: Jüngste Tochter des Pianisten und Komponisten Professor John Lee Digby Palmer

Zur Fracht gehörte unter anderem Kohle, Kartoffeln, hunderte Säcke mit Getreide und Cranberries, zwei Buggys und sechs Pferde. Das Schiff war mit Fracht völlig überladen und nahm gleich bei der Abfahrt eine starke Schlagseite auf. Um diese zu korrigieren und das Schiff wieder auf ebenen Kiel zu setzen, wurden unter anderem einige Rettungsboote mit Wasser gefüllt. Als das Schiff daraufhin zur anderen Seite krängte, wurden dort ebenfalls die Boote mit Wasser gefüllt. Es fanden keine Rettungsübungen statt und selbst wenn die Rettungsboote einsatzbereit gewesen wären, hätten sie lediglich 145 Personen aufnehmen können.

### Kollision und Untergang
Gegen 22 Uhr am Abend des 4. November stieß die Pacific etwa 12 bis 15 Meilen vor Cape Flattery bei schwerer See und stürmischen Winden mit dem Segelschiff Orpheus zusammen. Beide Schiffe lösten sich sofort nach der Kollision wieder und entfernten sich voneinander. Die Pacific nahm sehr schnell Wasser auf und neigte sich nach Backbord. Sie ließ ihr Schiffshorn ertönen.
Nur wenige Rettungsboote waren zum Herablassen bereit, doch keines von ihnen konnte sicher zu Wasser gelassen werden. Eines wurde gleich nach dem Aufsetzen auf das Wasser geflutet und sank, andere konnten nicht über die Deckkante geschwenkt werden, weil sie mit panischen Passagieren überfüllt waren. Niemand in den Rettungsbooten überlebte. Die meisten Passagiere wurden ins Wasser geworfen und ertranken. Die Frauen hatten es wegen ihrer schweren Kleidung besonders schwer; hinzu kam, dass damals nur wenige Frauen schwimmen konnten.
Etwa zehn Minuten nach der Kollision brach die Pacific in drei Teile und ging unter (Position 48° 23′ 56,5″ N, 125° 4′ 43,1″ W). Nur etwa 20 Personen überlebten den Untergang und klammerten sich im kalten Wasser an umher treibende Wrackteile. Die meisten von ihnen verloren nach und nach den Halt und erlagen den Folgen von Unterkühlung und Erschöpfung.

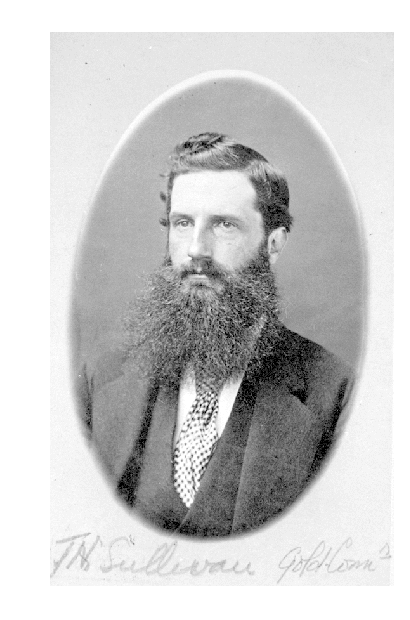
Eines der Todesopfer des Untergangs: John H. Sullivan, Goldkommissar von Cassiar Country

Zwei Männer überlebten das Unglück, der 22-jährige Passagier Henry F. Jelley aus Port Stanley (Ontario) und das 21-jährige schottische Besatzungsmitglied Neil O. Henley. Jelley, ein Angestellter der Canadian Pacific Railway, wurde zwei Tage nach dem Untergang von der Bark Messenger gefunden, die ihn nach Port Angeles brachte. Henley wurde erst nach vier Tagen von der Oliver Walcott, einem Schiff der amerikanischen Zollbehörde, gefunden.
Kapitän Howell kam ums Leben; fünf Tage später hätte er seinen 29. Geburtstag gefeiert.

## Nachspiel
Im Rahmen der Untersuchung, die dem Untergang der Pacific folgte, sagten mehrere Besatzungsmitglieder der Orpheus aus, dass ihr Kapitän, der 36-jährige Charles A. Sawyer, zum Zeitpunkt des Unglücks betrunken war und dass er die genaue Position seines Schiffs nicht kannte. Aus diesem Grund hatte er sich der Pacific genähert, um deren Kapitän zu konsultieren. Infolgedessen war es zur Kollision gekommen. Kapitän Sawyer setzte die Fahrt fort, nachdem er sich davon überzeugt hatte, dass sein Schiff nicht ernsthaft beschädigt worden war. Kurz danach setzte er sein Schiff in der Bucht Barkley Sound auf Grund, da er Cape Beale mit Cape Flattery verwechselte.
Nach dem Verbleib der Pacific hatte sich Sawyer nicht erkundigt, was vom Untersuchungsausschuss schwer kritisiert wurde. Dass die Orpheus nicht am Unglücksort geblieben war und keine Schiffbrüchigen aufgenommen hatte, habe wesentlich zum hohen Verlust von Menschenleben beigetragen.
Der Wert der Ladung an Bord der Pacific wurde von dem kanadischen Historiker Frederick W. Howay auf etwa 100.000 US-Dollar geschätzt.
Etwa einen Monat nach dem Untergang wurde ein Stück Holz an Land gespült, das die handschriftliche Beschriftung „S. P. Moody. All Lost“ (deutsch: „S. P. Moody. Alle(s) verloren“) trug. Die Worte wurden als Handschrift des Passagiers Sewell Moody erkannt. Das Stück Holz befindet sich noch heute im Besitz seiner Nachfahren.